# Paton (motorfiets)

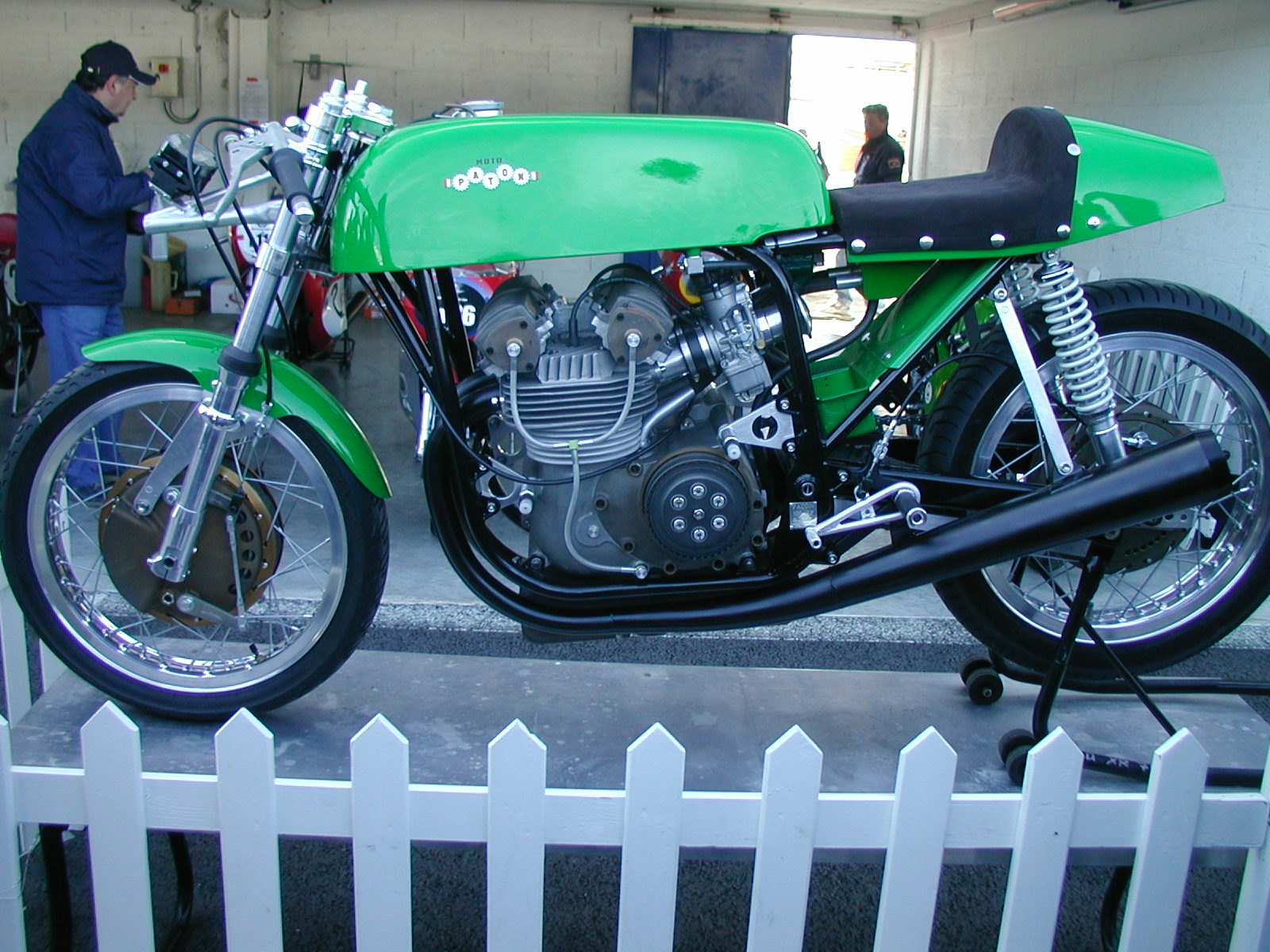
Paton 500 cc tweecilinder

Paton is een historisch Italiaans motorfietsmerk.
Paton hield zich uitsluitend bezig met de bouw van wegracemotoren. Het merk ontstond direct na de Tweede Wereldoorlog toen Giuseppe Pattoni uit restanten van het leger motorfietsen ging maken, die hij ook meteen opvoerde om er wedstrijden mee te rijden. Daarna ging hij bij Mondial werken waar hij als monteur onder andere de machines van Cecil Sandford onder handen nam. Sandford werd er in 1957 wereldkampioen mee.
Mondial stopte echter met races en Pattoni kreeg van graaf Giuseppe Bosselli de restanten van de raceafdeling mee. Met zijn jongere broer Giovanni en constructeur Lino Tonti (bekend van het merk Linto) ontwikkelde hij in 1958 de eerste 125- en 175 cc Paton-modellen. De merknaam is dan ook samengesteld uit de namen Pattoni en Tonti. Mike Hailwood bereed de 125 tijdens de TT van 1958 en werd er zevende mee.
In 1964 volgde er een 250 cc-model dat was samengesteld uit 125 cc onderdelen en in 1966 zelfs een 500 cc tweecilinder, waarvan zelfs een kleine serie productieracers werd gemaakt. Tonti was intussen voor zichzelf begonnen. Met de 500 werden redelijke successen behaald, totdat begin jaren zeventig de Japanse tweetakten steeds sterker werden.
In 1976 had Pattoni een V-vier tweetakt klaar, die door Virginio Ferrari bereden werd. Eind jaren zeventig verdwenen de Patons van de circuits, maar in de jaren negentig waren ze weer terug.
Vanaf 1995 bouwden de teamleden van het Paton GP-team motorfietsen onder de naam CR&S.